# 微分の記法
微分の記法 (びぶんのきほう、英語: notation for differentiation) とは、数学における微分を記号的に表記するための方法である。現在、数学関数や従属変数の微分を表す微分の記法として画一化・統一されたものはなく、複数の数学者によって異なる記法が提案されている。それぞれの記法の有用性はその使用される分野・文脈・状況によって変化し、与えられた文脈によって複数の記法を使い分けることもしばしば有効である。本項では比較的使用頻度が高い微分の記法を示す。

## ライプニッツの記法
ゴットフリート・ライプニッツにより採用されたライプニッツの記法は数学分野で広く使用されている。この記法は特に関数 y = f(x) が従属変数 y と独立変数 x の関数関係を表すものとみるときに用いられる。この場合、導関数は
{\displaystyle {\frac {\mathrm {d} y}{\mathrm {d} x}}}
のように書かれ（d はこのように立体にする流儀とイタリックにする流儀とがある）、"d y d x"と読むのが一般的である。この関数の x における値というのは f の導関数の x における値のことであり、従ってそれは
{\displaystyle \displaystyle {\frac {\mathrm {d} (f(x))}{\mathrm {d} x}}}　または　{\displaystyle \displaystyle {\frac {\mathrm {d} }{\mathrm {d} x}}(f(x))}　または　{\displaystyle \displaystyle {\frac {\mathrm {d} f}{\mathrm {d} x}}(x)}
と書かれる。変数 x に対して導関数 df/dx が示す値は関数 f の微分係数（微係数）という。
高階導関数は、y = f(x) の n 階の導関数に対して
{\displaystyle \displaystyle {\frac {\mathrm {d} ^{n}y}{\mathrm {d} x^{n}}}}　または　{\displaystyle \displaystyle {\frac {\mathrm {d} ^{n}{\bigl (}f(x){\bigr )}}{\mathrm {d} x^{n}}}}　または　{\displaystyle \displaystyle {\frac {\mathrm {d} ^{n}}{\mathrm {d} x^{n}}}{\bigl (}f(x){\bigr )}}
のように表される。（一つ目は、"d n y d x n"と読まれる。）これはそもそも、例えば三階導関数というのは
{\displaystyle {\frac {\mathrm {d} ({\frac {\mathrm {d} ({\frac {\mathrm {d} y}{\mathrm {d} x}})}{\mathrm {d} x}})}{\mathrm {d} x}}=\left({\frac {\mathrm {d} }{\mathrm {d} x}}\right)^{3}(f(x))}
のことであるということからくるもので、これをさらに緩く（分母の括弧を省略して）書いて
{\displaystyle {\frac {\mathrm {d} ^{3}}{\left(\mathrm {d} x\right)^{3}}}{\bigl (}f(x){\bigr )}={\frac {\mathrm {d} ^{3}}{\mathrm {d} x^{3}}}{\bigl (}f(x){\bigr )}}
としたものが、上記の記法となっている。
ライプニッツの記法における、x = a における微係数は次のような二種類の方法で表される。
{\displaystyle {\frac {\mathrm {d} y}{\mathrm {d} x}}{\bigg |}_{x=a}={\frac {\mathrm {d} y}{\mathrm {d} x}}(a)}
ライプニッツの記法は分母において微分すべき変数を明示的に示すことができる。これは偏微分を考える際に特に有用であり、また、連鎖律 (合成関数の微分法)
{\displaystyle {\frac {\mathrm {d} y}{\mathrm {d} x}}={\frac {\mathrm {d} y}{\mathrm {d} u}}\cdot {\frac {\mathrm {d} u}{\mathrm {d} x}}}
も見易く、覚えやすいものになる。
極限による微積分学の定式化においては、記号 du は著者が異なればその意味も様々である（より詳細は微分 (無限小解析)を参照）。
- いくつかの文献では du それ自体に対して明示的な意味付けを行わず、単に記号 du/dx の一部として扱う。
- ほかに dx を独立変数として定義し、加法的関数 d(x + y) = dx + dy や積の微分則 d(x · y) = dx · y + x · dy を微分の公理として用いるものもある。微分環を参照。
- 超準解析では du は無限小として定義される。
- 関数 u の 外微分 du としても解釈される。

## ラグランジュの記法
現代、最も広く用いられる微分の現代的記法のひとつはジョゼフ＝ルイ・ラグランジュにより提唱されたプライム記号（'）を用いたラグランジュの記法である。
f の三階までの導関数は
f': 一階導関数
f'': 二階導関数
f''': 三階導関数
のように書かれる。これ以降は、引き続きローマ数字や括弧書きで階数を施すことにより、例えば f の四階導関数をそれぞれ fIV や f(4) のように表すことがある。後者の記法はそのまま任意階数の導関数に拡張され、f の n 階の導関数は f(n) のように表される。

## オイラーの記法
レオンハルト・オイラーによるオイラーの記法は、微分作用素 D を関数に前置する方法であり、関数 f の導関数は次のように書き記される。
| {\displaystyle Df\;}     | : 一階導関数 |
| {\displaystyle D^{2}f\;} | : 二階導関数 |
| {\displaystyle D^{n}f\;} | : n 階導関数 |

従属変数 y = f(x) を微分するとき、独立変数 x を下付きとして D に付加する記法が一般的である。
| {\displaystyle D_{x}y\;}     | : 一階導関数 |
| {\displaystyle D_{x}^{2}y\;} | : 二階導関数 |
| {\displaystyle D_{x}^{n}y\;} | : n 階導関数 |

しかし、独立変数が一つのみの場合は下付き添字は省略するのが通例である。オイラーの記法は線型微分方程式の分野で有用である。

## ニュートンの記法
アイザック・ニュートンによるニュートンの記法は微分のドット記法とも呼ばれ、従属変数の上部にドット記号「・」を記して
{\displaystyle {\dot {y}}={\frac {\mathrm {d} y}{\mathrm {d} t}},\quad {\ddot {y}}={\frac {\mathrm {d} ^{2}y}{\mathrm {d} t^{2}}},\quad \ldots }
などのように表す。しばしば速度や加速度のような時間微分の表現法として使用される。これはラグランジュの記法におけるプライム記号を直接的に置き換えたような用法も可能だが、その場合もやはり時間の関数 f(t) に対して使用するのが普通である。
ニュートンの記法は、力学および常微分方程式の理論で主に使用される。そこでは、一階および二階の微分のみを用い、また、時間に関する微分に対してのみこの記法を用いるということが一般的である。

## ベクトル解析における記法
ベクトル解析は空間ベクトルの解析に多用され、場の量子論、電磁気学等で有用な解析手法である。ここでは特化された微分の記法が用いられるが、極めて記号的な計算を可能とする。ここでは三次元ユークリッド空間の例を示す。3次元ユークリッド空間上での 直交座標系 o-xyz においてベクトル場 A を {\displaystyle \mathbf {A} =(\mathbf {A} _{x},\mathbf {A} _{y},\mathbf {A} _{z})}、スカラー場 φ を {\displaystyle \varphi =f(x,y,z)\,} とする。
まず微分演算子 (ハミルトン演算子) としてナブラ記号 {\displaystyle \nabla } を記号的に定める。ここで記号的にとは、∇ をベクトルとして扱い、要素の偏微分記述が通常の項のように被演算項として扱われることを意味している。
{\displaystyle \nabla =\left({\frac {\partial }{\partial x}},{\frac {\partial }{\partial y}},{\frac {\partial }{\partial z}}\right)}
これによりベクトル解析で繁用される微分操作が次のように非常に簡易かつ強力に書き記される。
- 勾配 (gradient): スカラー場 φ の勾配 {\displaystyle \mathrm {grad} \,\varphi =\mathrm {grad} \,f(x,y,z)\,} は記号的に ∇ とスカラー場の積で表される。

{\displaystyle \mathrm {grad} \,\varphi =\left({\frac {\partial \varphi }{\partial x}},{\frac {\partial \varphi }{\partial y}},{\frac {\partial \varphi }{\partial z}}\right)}
{\displaystyle =\left({\frac {\partial }{\partial x}},{\frac {\partial }{\partial y}},{\frac {\partial }{\partial z}}\right)\varphi }
{\displaystyle =\nabla \varphi }
- 発散 (divergence): A の発散 {\displaystyle \mathrm {div} \,\mathbf {A} \,} は、記号的に ∇ とベクトルの内積で表される。

{\displaystyle \mathrm {div\,} \mathbf {A} ={\partial A_{x} \over \partial x}+{\partial A_{y} \over \partial y}+{\partial A_{z} \over \partial z}}
{\displaystyle =\left({\frac {\partial }{\partial x}},{\frac {\partial }{\partial y}},{\frac {\partial }{\partial z}}\right)\cdot \mathbf {A} }
{\displaystyle =\nabla \cdot \mathbf {A} }
- 回転 (rotation):　ベクトル場 A の回転 {\displaystyle \mathrm {rot} \,\mathbf {A} \,} (または {\displaystyle \mathrm {curl} \,\mathbf {A} \,}) は、記号的に ∇ とベクトルのクロス積で表される。

{\displaystyle \mathrm {rot} \,\mathbf {A} =\left({\partial A_{z} \over {\partial y}}-{\partial A_{y} \over {\partial z}},{\partial A_{x} \over {\partial z}}-{\partial A_{z} \over {\partial x}},{\partial A_{y} \over {\partial x}}-{\partial A_{x} \over {\partial y}}\right)}
{\displaystyle =\left({\partial A_{z} \over {\partial y}}-{\partial A_{y} \over {\partial z}}\right)\mathbf {i} +\left({\partial A_{x} \over {\partial z}}-{\partial A_{z} \over {\partial x}}\right)\mathbf {j} +\left({\partial A_{y} \over {\partial x}}-{\partial A_{x} \over {\partial y}}\right)\mathbf {k} }
{\displaystyle ={\begin{vmatrix}\mathbf {i} &\mathbf {j} &\mathbf {k} \\[5pt]{\cfrac {\partial }{\partial x}}&{\cfrac {\partial }{\partial y}}&{\cfrac {\partial }{\partial z}}\\[12pt]A_{x}&A_{y}&A_{z}\end{vmatrix}}}
{\displaystyle =\nabla \times \mathbf {A} }
ここに i, j, k は各軸に対する単位ベクトルの基底である。
- ラプラス作用素 (Laplacian): スカラー場 {\displaystyle \varphi } のラプラシアンは記号的に ∇2 とスカラー場のスカラー積で表される。

{\displaystyle {\partial ^{2}\varphi  \over \partial x^{2}}+{\partial ^{2}\varphi  \over \partial y^{2}}+{\partial ^{2}\varphi  \over \partial z^{2}}}
{\displaystyle =\left({\frac {\partial }{\partial x}},{\frac {\partial }{\partial y}},{\frac {\partial }{\partial z}}\right)\cdot \left({\frac {\partial }{\partial x}},{\frac {\partial }{\partial y}},{\frac {\partial }{\partial z}}\right)\varphi =\nabla \cdot \nabla \varphi \,}
{\displaystyle =\left({\frac {\partial ^{2}}{\partial x^{2}}}+{\frac {\partial ^{2}}{\partial y^{2}}}+{\frac {\partial ^{2}}{\partial z^{2}}}\right)\varphi =\nabla ^{2}\varphi =\Delta \varphi }
ここで {\displaystyle \Delta =\nabla ^{2}} をラプラスの演算子という。
ベクトル解析で用いられるこれらの微分記法は記号演算として非常に強力である。例えば通常のスカラー関数における積の微分公式 {\displaystyle (fg)'=f'g+fg'\,} に対して、スカラー場 φ と ψ の積の勾配に関する積の微分公式は {\displaystyle \nabla (\phi \psi )=(\nabla \phi )\psi +\phi (\nabla \psi )\,} のように全く同じ形式となる。

## その他の記法
多変数解析やテンソル解析など、限定的な分野では個別の微分記法が必要に応じて使用される。
関数 y = f(x) について、独立変数を下付き添字として次のように書き記す。
{\displaystyle f_{x}={\frac {\mathrm {d} y}{\mathrm {d} x}}}
{\displaystyle f_{xx}={\frac {\mathrm {d} ^{2}y}{\mathrm {d} x^{2}}}}
この記法は多変数関数の偏微分で特に有効である。例えば関数 z = f(x, y) について次のような記法ができる。
{\displaystyle f_{xy}={\frac {\partial }{\partial y}}{\frac {\partial }{\partial x}}z}
偏微分では常微分と明確に区別するために d 記号の代わりに ∂ 記号が用いられる。例えば、関数 f(x, y, z) を y や z ではなく x についての微分を表現するために、
{\displaystyle {\frac {\partial f}{\partial x}}=f_{x}=\partial _{x}f=\partial ^{x}f}
のような記法を使用する。ここで、最後の二つの記法はユークリッド空間においても等価であるが、他の多様体では異なる。
ミンコフスキー空間で用いられるダランベール演算子 (en) あるいは "box" 演算子 {\displaystyle \Box } のような特定の記法が特定の空間に対して開発されている。
他の限定的な微分の記法は様々な数学、物理学、工学の分野で散見される。